# Basavanahalli, Malavalli
Basavanahalli là một làng thuộc tehsil Malavalli, huyện Mandya, bang Karnataka, Ấn Độ.